# Crus clitoridis
Het crus clitoridis (meervood: crura clitoridis) is een gepaard, erectiel weefsel, dat aan de einden van een omgekeerde "V"-vorm zit. Op elk divergerend punt bevindt zich een corpus cavernosum clitoridis. Samen met de twee bulbi vestibuli vaginae (of corpus spongiosum) vormen ze de clitorale wortel. De crura clitoridis zijn bevestigd aan het schaambeen en grenzen aan de bulbus vestibuli vaginae. De crura clitoridis flankeren de urinebuis, venusheuvel en vagina en strekken zich naar achteren uit richting het schaambeen. Elk crus clitoridis is verbonden met de rami van het schaambeen en het zitbeen.
Het homologon bij de man wordt het crus penis genoemd.

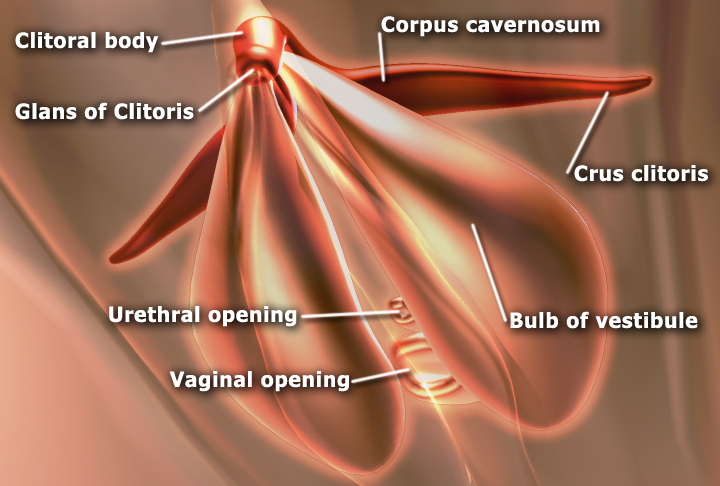
Toont de deelgebieden van de clitoris. Gebieden omvatten de glans clitoridis, zwellichaam, crura clitoridis. Toont ook de bulbus vestibuli vaginae en corpora cavernosa clitoridis
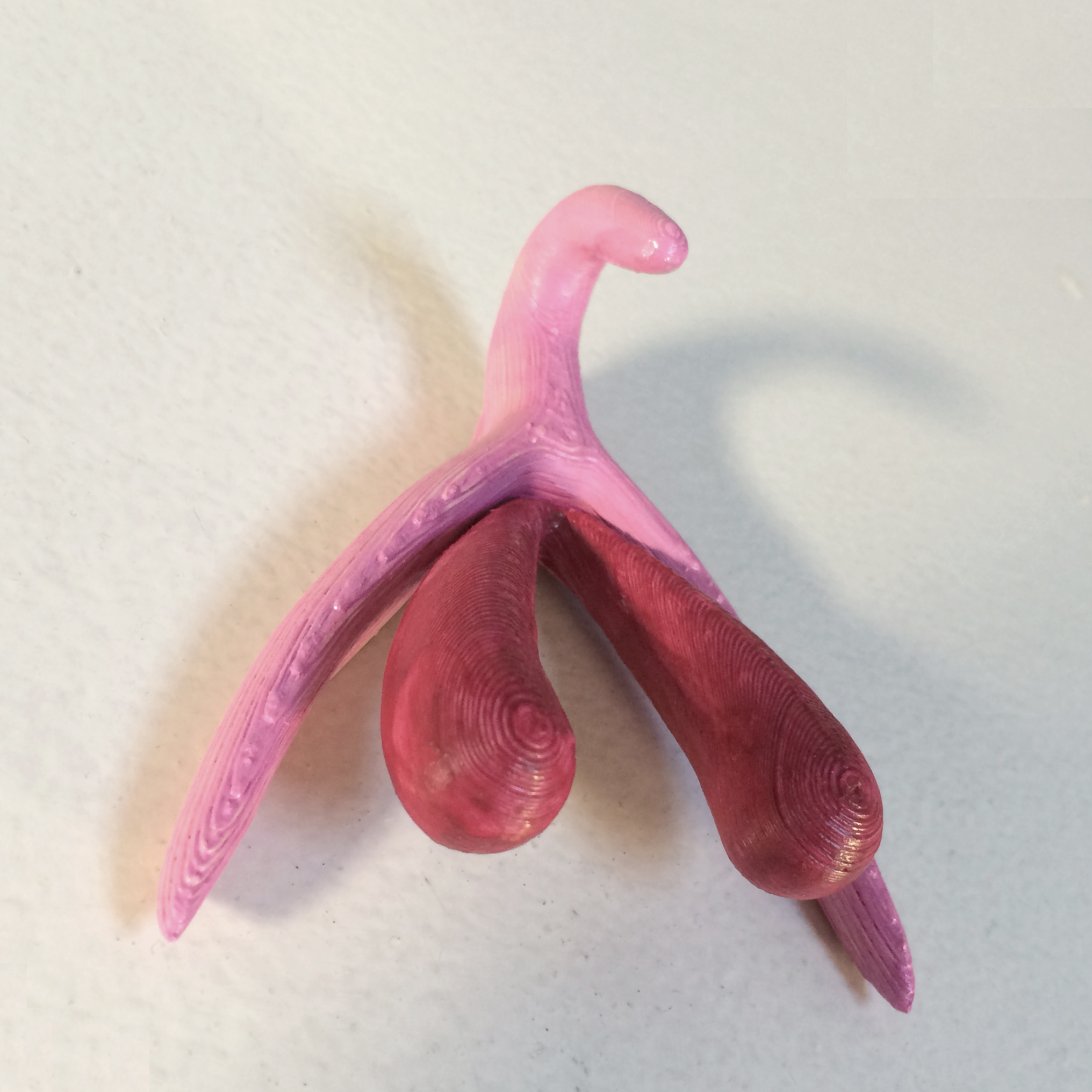
3D-model: de erectiele weefsels: boven de glans clitoridis en het corpus cavernosum clitoridis met aan het eind de twee aangehechte, slankere crura clitoridis en de twee dikkere bulbi vestibuli vaginae van de clitoris.